# Înălțarea drapelului pe Iwo Jima

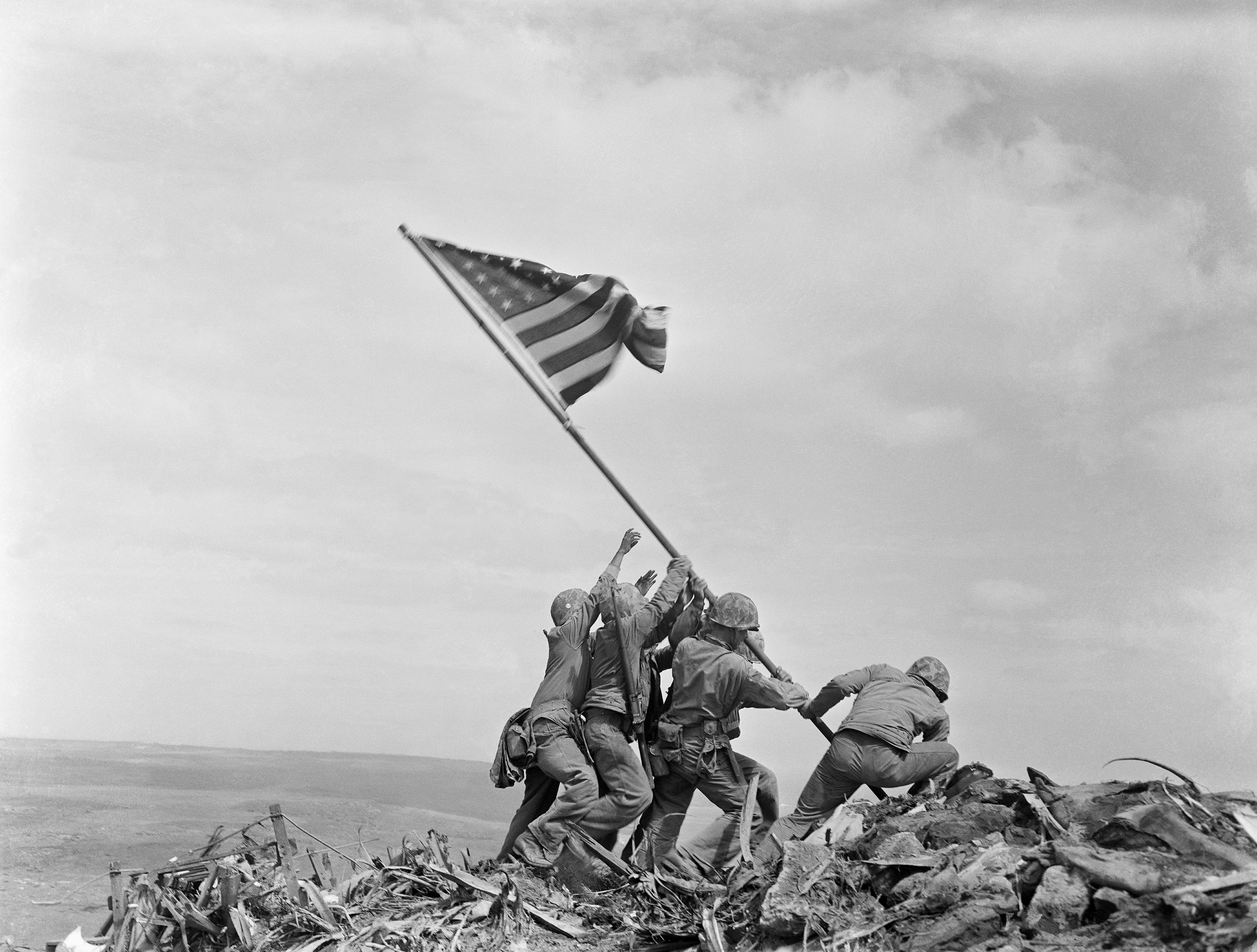
Înălțarea drapelului pe Iwo Jima/Raising the Flag on Iwo Jima.

Diagramă cu cei şase care au înălţat drapelul: Ira Hayes, Franklin SousleyKIA, Michael StrankKIA, John Bradley, Rene Gagnon și Harlon BlockKIA.

Înălțarea drapelului pe Iwo Jima (în engleză Raising the Flag on Iwo Jima) a fost o fotografie realizată de Joe Rosenthal la data de 23 februarie 1945. Ea prezintă cinci pușcași marini și un membru (corpsman) al personalului medical al Marinei înălțând drapelul Statelor Unite pe vârful Muntelui Suribachi în timpul Bătăliei de la Iwo Jima, Al Doilea Război Mondial. Fotografia a fost extrem de populară, fiind retipărită în sute de mii de publicații. Ulterior, a devenit singura fotografie care a câștigat Premiul Pulitzer pentru Fotografie în același an în care a fost publicată, și a ajuns în cele din urmă să fie văzută ca una dintre cele mai semnificative imagini ale războiului și una dintre cele mai frecvent reproduse fotografii ale tuturor timpurilor.
Dintre cei șase oameni înfățișați în fotografie, trei (Franklin Sousley, Harlon Block și Michael Strank) nu au supraviețuit bătăliei; cei trei supraviețuitori (John Bradley, Rene Gagnon și Ira Hayes) au devenit celebri după publicarea fotografiei. O vreme, s-a crezut că cel despre care astăzi se știe că a fost Block ar fi fost Hank Hansen, dar Hayes a lămurit identitatea sa. Imaginea a fost apoi utilizată de Felix de Weldon pentru a sculpta USMC War Memorial, monument aflat lângă Cimitirul Național Arlington de lângă Washington, D.C..